# Epione
Epione (in greco antico: Ἠπιόνη?, Ēpiònē) è un personaggio della mitologia greca, principessa di Coo e moglie di Asclepio, il dio greco della medicina.

## Mitologia
Il suo ruolo nella mitologia è sostanzialmente limitato a quello di sposa di Asclepio e madre dei suoi figli. Evidenze epigrafiche suggeriscono tuttavia che Epione fosse oggetto di culto a Atene, Epidauro, Pergamo e Coo. L'etimologia del suo nome, "colei che allevia il dolore" suggerisce che poteva trattarsi di una personificazione del processo di cura.
Epione e Asclepio ebbero otto figli, cinque femmine e tre maschi:
- Igea, personificazione della salute
- Panacea, personificazione della guarigione universale, ottenuta per mezzo delle piante
- Iaso, personificazione della guarigione. Il suo nome, infatti, deriva dal potere di guarigione o guaritore che possedeva il padre
- Acheso, che sovrintende al processo di guarigione
- Egle, la splendente, personificazione del corpo umano in salute

I nomi delle femmine sono tutti collegati ai concetti di buona salute e guarigione.
- Macaone, chirurgo, che combatté a Troia insieme al fratello Podalirio e fu ucciso da Euripilo
- Podalirio, medico generico, che combatté a Troia insieme al fratello Macaone
- Telesforo, dio della convalescenza

Fonti tardo-romane aggiungono una sesta figlia, Meditrina, celebrata in occasione delle feste Meditrinalia